# Витория-Бразил
Витория-Бразил (порт. Vitória Brasil)  —  муниципалитет в Бразилии, входит в штат Сан-Паулу. Составная часть мезорегиона Сан-Жозе-ду-Риу-Прету. Входит в экономико-статистический  микрорегион Жалис. Население составляет 1845 человек на 2006 год. Занимает площадь 49,818 км². Плотность населения — 37,0 чел./км².
Праздник города — 19 марта.

## История
Город основан 19 марта 1945 года.

## Статистика
- Валовой внутренний продукт на 2003 составляет 15.728.274,00 реалов (данные: Бразильский институт географии и статистики).
- Валовой внутренний продукт на душу населения на 2003 составляет 8.901,12 реалов (данные: Бразильский институт географии и статистики).
- Индекс развития человеческого потенциала на 2000 составляет 0,747 (данные: Программа развития ООН).